# ハンス・ケルゼン
ハンス・ケルゼン（Hans Kelsen、1881年10月11日 - 1973年4月19日）は、オーストリア出身の法学者（公法・国際法)、法哲学者、政治哲学者。ウィーン法学派を形成した。1920年のオーストリア憲法起草者でもある。1933年にナチス権力掌握後、ケルゼンの祖先がユダヤ人であったため、大学の職を追われ、ジュネーブに移り、1940年にアメリカへ亡命した。民主主義の擁護と純粋法学理論によって、米国で1940年代までに評価が確立された。法学、哲学、社会学、民主主義理論、国際関係の分野を網羅したケルゼンの業績は、法理論だけでなく、政治哲学 や社会理論にも影響が及んだ。ケルゼンは司法審査 (違憲審査)の理論、実定法の階層的・動的理論にも重要な貢献をなし、政治哲学では、法と国家の同一性理論を提唱したり、法の研究において国家と社会の分離を行った。ケルゼンの純粋法学は、法学を倫理学や政治イデオロギーに還元する自然法論やマルクス主義法学、また法の社会学的解釈を批判して、実定法の客観的認識を目指す。
20世紀の最も卓越した法学者の一人、または20世紀最大の法思想家とも評価される。日本の法学界にも大きな影響を与えた。

## 経歴
ケルゼン家はウクライナのブロディからチェコに移住した東欧系ユダヤ人の家系である。1881年にハンスは、プラハで、ドイツ語話者のユダヤ人家庭に生まれる。父アドルフ・ケルゼンはガリツィア出身で、母Auguste Löwyは、ボヘミア出身。ハンスは長男で、弟と妹がいる。1884年にケルゼン家はウィーンへ移った。ギムナジウム卒業後、ウィーン大学で法学を専攻し、1906年5月に試験により法務博士号を取得した。ダンテ論を執筆していた1905年にローマカトリック教会で洗礼を受ける。1905年にダンテ・アリギエーリの国家論を執筆し、ケルゼンの政治理論の最初の著作となった。これはゲラシウス1世の両剣論や、ゲルフとギベリン（教皇派と皇帝派）のローマ教会における論争に対するダンテの立場を研究したものだった。
1908年に研究奨学金を獲得し、ハイデルベルク大学で研究し、法学者ゲオルグ・イェリネック に師事した。ハイデルベルクでケルゼンは、イェリネックによって開始された法と国家の同一性理論を研究した。当時の学界では、法と国家の二元論が優勢だった。イェリネックは、国家を法的実体に還元せずに、法と国家の実定的な関係を説明することを目指し、国家は主権国家として自己制限することで法治国家になることする、国家の一元論的な自己制限の理論を提唱した。
1911年に彼は公法と法哲学の分野において大学教員資格（habilitation）を得、最初の著作となる『国法学の主要問題』（原題：Hauptprobleme der Staatsrechtslehre）を書き上げた。1912年にマルガレーテ・ボンディ（Margarete Bondi）と結婚した。結婚にあたって、アウクスブルク信仰告白のルーテル教会に改宗した。2人の娘をもうけた。
1919年に、彼はウィーン大学で公法・行政法の教授となった。ウィーンでは公法に関する専門誌を創刊し、自ら編集にあたった。アルフレッド・フェルドロース、エリック・フェーゲリン、アルフ・ロス、Adolf Merkl, Felix Kaufmann, Fritz Sander, Charles Eisenmann, Luis Legaz y Lacambra、 Franz Weyrらを指導し、ウィーン法学派を形成した。ウィーンでは、オーストリア・マルクス主義のオットー・バウアーやマックス・アドラーのほか、ヨーゼフ・シュンペーター、ルートヴィヒ・フォン・ミーゼスなどの学者と交流した。
同時期、時のオーストリア首相カール・レンナーの要請により、オーストリア連邦憲法を起草し、1920年にはこれを制定させた。今日のオーストリア憲法にも、ケルゼンの影響は強く残っている。1929年にオーストリアで全体主義が台頭し、憲法も改変された。また、この頃彼はオーストリア憲法裁判所の終身判事に就任している。
1925年、彼は『一般国家学』（原題：Allgemeine Staatslehre）をベルリンで出版した。
1930年にはケルン大学へ招聘された。1933年、ナチスがドイツで権力を握ると、彼は職を辞し、1940年までジュネーヴにある研究機関(現在の国際・開発研究大学院)で国際法を教えた。また、チェコスロバキアがドイツに併合されるまでは、彼はプラハ・ドイツ大学の教授でもあった。その後、1934年には『純粋法学』（原題：Reine Rechtslehre）の第一版を出版した。一方、ジュネーヴにおいては彼の主要な関心はすでに国際法に移りつつあった。
1940年になると彼はアメリカへ亡命し、1942年にはハーバード・ロー・スクールでオリバー・ウェンデル・ホームズ記念講義を担当した。1945年、彼はカリフォルニア大学バークレー校で政治学の教授になった。この期間中、彼は国際法と国際連合のような国際組織との関係について研究した。1953年から1年間、彼はアメリカ海軍大学校で、客員教授として国際法を教えた。
カリフォルニア大学バークレー校を1952年に退職する前の在任時から、『純粋法学』(1934)の増補第二版を1960年に刊行した。

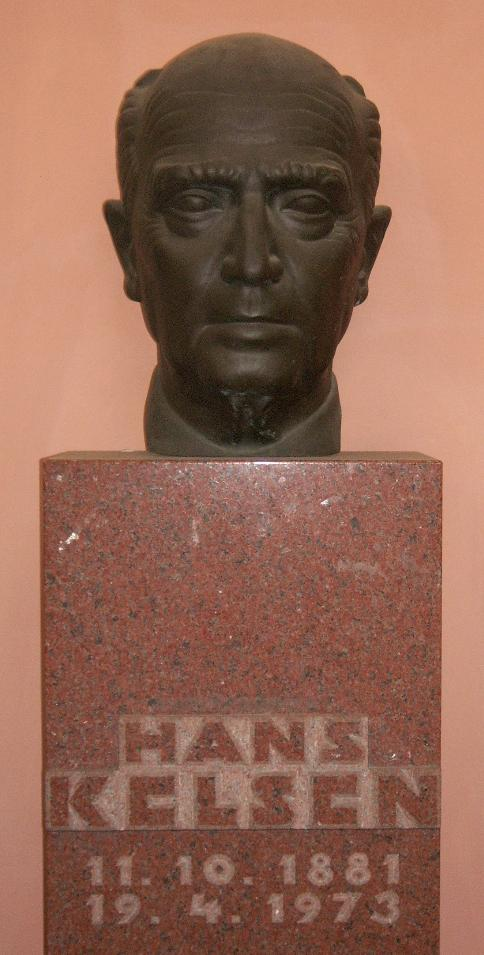
ウィーン大学にあるケルゼンの頭像

ケルゼンの90歳の誕生日を記念して、オーストリア連邦政府は1971年にハンス・ケルゼン研究所を設立した。2006年には、フリードリヒ・アレクサンダー大学エアランゲン＝ニュルンベルクにハンス・ケルゼン研究センター（Hans-Kelsen-Forschungsstelle）がMatthias Jestaedt所長のもと設立され、その後アルベルト・ルートヴィヒ大学フライブルクに移設された。

## 業績

### 法理論
ケルゼンの主な業績は近代のいわゆる「ヨーロッパ型憲法モデル」の再検討である。殊にオーストリア第一共和国で採用されケルゼン自身も審理に関わった憲法裁判所の制度は多くの国の特別憲法裁判所のモデルとなり、ドイツ連邦共和国・イタリア・スペイン・ポルトガルをはじめ中欧から西欧にかけての国で採用された。このシステムにおいては、アメリカ型の違憲審査制とは大きく異なり、憲法裁判所が憲法解釈における唯一の権威者である。
法実証主義を最も厳密な形で採用し、科学的正確さを追求した彼の法理論、いわゆる「純粋法学」は、根本規範 (Grundnorm)と呼ばれる理論に基づいている。これは憲法や一般法など、全ての法の上位にある原理として仮定されるものである。
ウィーン時代には、ジークムント・フロイト学派とも交流し、社会心理学の論文も書いている。

### マルクス主義批判
ケルゼンは、オーストリア・マルクス主義のオットー・バウアーやマックス・アドラーとも交流し、政治的には社会民主主義に共感していたものの、どの政党にも関与せずに中立の立場を保ち続けた。しかし、ロシア革命の実態が徐々に明らかになるにつれて、民主主義を否定するボルシェヴィズムおよびマルクス主義を『社会主義と国家』(1920)や『民主主義の本質と価値』 (1920/1929年）において批判した。

#### 『社会主義と国家』(1920)
ケルゼンは『社会主義と国家』(1920)で詳細にマルクス主義を批判する。『共産党宣言』（以下『宣言』)は、革命によってプロレタリアを支配階級に高めて民主制を闘い取ると宣言するが、ケルゼンは、多党制においては、プロレタリアの支配を樹立する目的のために、「民主主義を闘い取る」ことは、目的を実現する手段とはならないという。ケルゼンによれば、国民が普通選挙を通じて政治参加する民主制においては、労働者も、雇用者も、プロレタリアも、ブルジョワジーも政治的に同権であるため、政治的には階級支配は生じない。また、民主制において支配権を持ちうるのは政党であり、従って政権を奪取するのは、プロレタリア「階級」ではなく、プロレタリア政党である。
『宣言』では、ブルジョワ階級に代わって、各人の自由な発達こそ万人の自由な発達の条件となるような結合体 （アソシエーションが登場するとされる。しかし、ケルゼンは、ここでは既存の民主制が階級支配であると前提され、さらにその階級支配を国家と同一とする、二重の誤りがあるとする。
搾取と階級対立が消滅した社会では、労働によらない収入が認められていないので、万人に対して労働強制が必要であると『宣言』はいうが、ケルゼンは、搾取が廃絶されれば、人間性が根本的に変化し、万人が自発的に労働するようになるか疑問であり、また、不可避の例外や、生産関係以外の動機から生じる違反に対しては強制をもって社会秩序を守る必要が生じるし、搾取と階級対立の消滅が、宗教的情熱、嫉妬、名誉欲、性欲などの社会的均衡を撹乱する非経済的諸要因を消滅させることにはならないという。『宣言』は人間が一切の国家的強制からの解放を主張するが、むしろ人間の自然な不平等が発現することにもなるだろうとケルゼン は述べる。
社会主義は、無政府状態を平等の秩序であると同時に自由の到来を約束するが、ケルゼンは、ここには矛盾があるとして、社会主義とは、計画的・合理的な社会秩序であって、自然的秩序とはならない。秩序の規制が複雑化すればするほど、その目的達成のための強制は必要となっていくと指摘する。
マックス・アドラーなどのマルクス主義者は、プロレタリアは特定の階級ではなく、全社会の代表者であると説いた。しかし、ケルゼンは、プロレタリアが唯一の政治的権利の享有者であり、その党員のみが選挙権を享有するという主張は、特定の社会観の政治的理念を独断的に絶対化したもので、貴族制的・専制制的支配の用いる典型的な擬制であり、神権制のイデオロギーであると批判する。「人民代表機関が真の共同体意志を表明する」という主張は、社会主義の諸党派が互いに激烈に対立することからも、甚だ疑わしいとケルゼンはいう。
ケルゼンによれば、プロレタリア独裁は、民主制に対立する専制制の一形態であり、正義について絶対的価値を前提とする立場であり、相対的な価値を認める批判的・相対主義的世界観と対立する。民主制は、その時々の多数者の意思に支配権を委ねるが、その多数意見が絶対的な善・絶対的正義であるという保障を与えないし、民主制における多数者の支配においては、少数者の存在を前提するのみならず、政治的に承認し、それに保護さえも加え、あらゆる政治的信念の価値は相対的である。民主制では、政治的信念や政治理念の絶対的妥当性は不可能であり、他を排除して特権を独占するような政治的絶対主義は否定される。

#### 『民主主義の本質と価値』 (1920/1929）
『民主主義の本質と価値』 (1920/1929年）では、レーニンは「国家と革命」などで議会性の廃止を主張したが、レーニンは議会制を論破できていないし、ボリシェヴィキがロシア・ソヴィエト憲法で樹立したのは代議制度であったとケルゼンはいう。ソヴィエト憲法では、労働者のみが選挙権を持つとされ、精神労働者（頭脳労働者）、小手工業者、小農などは選挙権を持たない。「職場」を選挙単位とすることは、経済生産の政治化を招き、生産体制を危うくする。近代的な先進国では直接民主制は実行不可能であり、先進国で民意と代表者との結びつきを密接にしようとすれば、むしろ議会性は肥大する。マルクス主義者は「ブルジョワジーの代表制民主主義」を単なる「おしゃべり小屋」にすぎないと否定するが、ソヴィエトやレーテ(評議会）もまた代表機関であり、ピラミッド型の構造をもつ無数の議会であったとケルゼンは指摘する。
マルクス主義は、多数決原理は、利害対立の調整には不適当であり、「階級対立による分裂した社会」には適用不可能であるとし、階級対立を、平和的で民主的な調整ではなく、「革命的暴力」によって、つまり、専制的・独裁的に克服することを前提とする。しかし、多数決原理の否定とは、妥協の否定であり、妥協とは、社会秩序を創造する自由の理念に基づいた、理念的な全員一致への現実的な近似値であるとして、ケルゼンはマルクス主義による多数決原理の否定は合理的には正当化されえないと批判する。
マルクス主義は「形式的民主主義か独裁か」と選択を迫るが、しかし、民主主義こそが事実上の権力状況に適合した唯一の表現形態であり、左右に振れる政治的振り子が最後に戻っていく静止点であるとケルゼンはいう。マルクス主義は、階級対立を流血革命によって解決しようとして破局に導いたが、議会制民主主義では対立を平和的、漸進的に調整していこうとする。議会制民主主義のイデオロギーとは、社会的現実においては到達できない自由であるが、その現実は平和である。
マルクス主義は、多数決原理にもとづく「ブルジョワ民主主義」に対して、平等量の財産を保障する「プロレタリア民主主義」と対置するが、ケルゼンはこのような対置は否定されねばならないという。ケルゼンによれば、民主主義の第一義的な理念とは、平等ではなくて、自由の価値である。歴史上、民主主義をめぐる闘争とは、政治的自由をめぐる闘争であり、民衆の立法・執行への参与を求める闘争であった。万人は、可能な限り、そして平等に自由でなければならないし、平等に国家意志の形成に参与すべきであるとケルゼンはいう。
ボルシェヴィズムは、「形式的民主主義」に対立する社会的民主主義を実現すると称し、「社会的正義の実現者」を名目とした独裁体制を「真の民主主義」であると標榜するが、これは自由の観念を正義の観念にすり替えた言葉の濫用であり、現代民主主義をもたらした人々の功績への不当な誹謗であるとケルゼンは批判する。
マルクスらは圧倒的多数を占めるプロレタリアが階級状況を自覚すれば、多数決によって権力を掌握できるとし、民主主義とプロレタリア独裁が両立しうると考えていた。しかし、19世紀の民主主義の発展において、プロレタリアは国民の圧倒的多数にはならなかったし、それどころか、プロレタリアによる社会主義が権力独占を達成した国においてさえも、プロレタリアは少数にとどまった。この事実によって、マルクス主義政党は、「民主主義では権力は掌握できない」として民主主義の理想を放棄し、政治的ドグマの絶対主義、およびそのドグマを体現する政党による絶対主義的支配という独裁制となった。しかし、万人に超越する「絶対善」の権威に対して、人々は服従以外の態度はありえない。この服従とは「絶対善」を占有する立法者の権威的人格への信仰に依拠するものであるが、「絶対的真理」「絶対的価値」という前提は、民主主義にとって絶望的である。
マルクス主義の絶対主義的世界観に対して、民主主義は、批判的な相対主義的世界観を前提とし、それゆえに、すべての人間は、他者に対して常に場所を譲る用意をしていなければならないことが前提とされる。民主主義では、反対者も政治的に承認され、その基本権も保護され、対立の調整において、一方の意見が他方を否定して、全面的・無条件で採択されることはなく、特定の政治的主張の価値は相対的であり、政治綱領や政治信念による絶対的支配を求めることはできないとケルゼンはいう。民主主義は、政治的相対主義の表現であって、政治的絶対主義に対立するのである。
共産主義者は、プロレタリアの心を独裁に向かわせるために、民主主義を誹謗し、民主主義への信頼を失墜させようとするが、プロレタリアの政治的向上に適合した体制とは、民主主義であるとケルゼンは主張する。また、ケルゼンはロシア共産主義のほかにも、ドイツの民族社会主義（ナチス）も反民主主義運動であると批判した。

## 影響
ケルゼンの理論を引き継いだ公法学者は世界中にいる。彼の弟子たちは、純粋法学を広める学派を形成した。オーストリアのウィーンや、チェコスロバキアのブルノの学派が著名である。ケルゼンによって、アドルフ・メルクル、アルフレート・フェアドロスなどなどのウィーン法学派が形成された。
ロスコー・パウンドは1934年に、ケルゼンを「間違いなく同時代の指導的な法学者」と称賛した.
ケルゼンの新カント派的な法実証主義は、ハーバート・ハートやジョセフ・ラズらの分析的法実証主義にも影響を与え、二人は、ケルゼンとは部分的には異なる理論を形成しているものの、ケルゼンの影響を強く受けた学者として知られている。 また、ノルベルト・ボッビオ、ホルスト・ドレイエル、ジョセフ・ラウレンズ・クンズにも影響を与えた。
日本では、清宮四郎は1925年頃、尾高朝雄は1928年頃にケルゼンに師事した。この期間、両者は法学の新たな理論を学び、後に日本の法学教育と法制度に大きな影響を与えることとなる。そのほか、横田喜三郎、宮沢俊義、鵜飼信成、碧海純一、長尾龍一らがケルゼンの影響を強く受けた。

## 著作
- Die Staatslehre des Dante Alighieri.  1905 (邦訳;選集8『ダンテの国家論』)
- Hauptprobleme der Staatsrechtslehre, entwickelt aus der Lehre vom Rechtssatze. 1911
- Das Problem der Souveränität und die Theorie des Völkerrechts 1920.
- Sozialismus und Staat: Eine Untersuchung der politischen Theorie des Marxismus.,  1920 (邦訳;選集6『社会主義と国家――マルクス主義政治理論の一研究』)[注 4]
- Vom Wesen und Wert der Demokratie 1920, 1929年改訂増補版

邦訳『デモクラシーの本質と価値』西島芳二訳、岩波文庫、1948年、改版1966年
新訳『民主主義の本質と価値』長尾龍一・植田俊太郎訳、岩波文庫、2015年
- Österreichisches Staatsrecht: Ein Grundriss entwicklungsgeschichtlich dargestellt, 1923 (オーストリア憲法)
- Marx oder Lasalle : Wandlungen in der politischen Theorie des Marxismus,1924
- Allgemeine Staatslehre,1925 (邦訳『一般国家学』清宮四郎訳、岩波書店、1971年）
- Der soziologische und der juristische Staatsbegriff. Kritische Untersuchung des Verhältnisses von Staat und Recht. 1928 (邦訳『社会学的国家概念と法学的国家概念』法思想21研究会訳、晃洋書房、2001年）
- Die philosophischen Grundlagen der Naturrechtslehre und des Rechtspositivismus.,  1928
- Wer soll der Hüter der Verfassung sein? 1931.
- Reine Rechtslehre: Einleitung in die rechtswissenschaftliche Problematik. 1934
  - 改訂増補版第二版 1960, Pure Theory of Law, Berkeley 1967, Union (N.J.) 2002, Studienausgabe with amendments, Vienna 2017 ISBN 978-3-16-152973-3

邦訳『純粋法学』横田喜三郎訳、岩波書店、1973年／第二版：長尾龍一訳、岩波書店、2014年
- Vergeltung und Kausalität: Eine soziologische Untersuchung. 1941.
- Law and Peace in International Relations, Cambridge (Mass.) 1942, Union (N.J.) 1997.
- Society and Nature, 1943
- Peace Through Law, Chapel Hill 1944, Union (N.J.) 2000.
- General Theory of Law and State. Harvard University Press, 1945, New York 1961, Clark (N.J.) 2007

邦訳『法と国家の一般理論』尾吹善人訳、木鐸社、1991年
- Society and Nature: A Sociological Inquiry. , 1946.
- The Political Theory of Bolshevism: A Critical Analysis, University of California Press 1948 (邦訳『ボルシェヴィズムの政治学的批判』労働文化社 1950年)
- The Law of the United Nations: a critical analysis of its fundamental problems., 1950. 増補,Recent Trends in the Law of the United Nations [1951].
- Principles of International Law. , 1952
- Was ist Gerechtigkeit? , 1953, Berkeley 1957 (邦訳;選集3『正義とは何か』)
- “Foundations of Democracy.” Ethics 66(1)1955: 1-101.
- "The Function of a Constitution" (1964) in Richard Tur and William Twining (eds), Essays on Kelsen, Oxford 1986.

### 死後出版
- Essays in Legal and Moral Philosophy, 1973.
- Allgemeine Theorie der Normen. ハンス・ケルゼン研究所, Kurt Ringhofer,Robert Walter,1979, Vienna
- Die Rolle des Neukantianismus in der Reinen Rechtslehre: Eine Debatte zwischen Sander und Kelsen (German Edition) by Hans Kelsen and Fritz Sander (1988).
- General Theory of Norms (1979; Hartney trans.), Oxford 1990.
- Secular Religion: A Polemic against the Misinterpretation of Modern Social Philosophy, Science, and Politics as "New Religions" (ed. Walter, Jabloner and Zeleny), 2012

### 全集
ハンス・ケルゼン研究所、ハンス・ケルゼン研究センター（Hans-Kelsen-Forschungsstelle）、出版社Mohr Siebeckによって、現在30巻以上の全集が編集されている。
- Werke. Hrsg. von Matthias Jestaedt. In Kooperation mit dem Hans-Kelsen-Institut. Mohr Siebeck, Tübingen 2007 ff., ISBN 978-3-16-149420-8.

### 邦訳
- 『自然法学と法実証主義』(黒田覚訳、大畑書店 1932年)
- 『法と国家』（鵜飼信成訳、東京大学出版会、1952年、UP選書1969年）
- 「民主政治の真偽を分つもの」(古市恵太郎訳 理想社 1959年)
- 『ハンス・ケルゼン自伝』（慈学社、2007年）長尾龍一訳

#### 選集
ケルゼン選集、1973〜1979年に木鐸社で刊行
- 選集1『自然法論と法実証主義』（1973年）長尾龍一・黒田覚訳
- 選集2『マルクス主義法理論の考察』服部栄三, 高橋悠訳、1974
- 選集3『正義とは何か』宮崎繁樹 [ほか] 訳、1975
- 選集4『ヤハウェとゼウスの正義――古代宗教の法哲学』1975年、長尾龍一訳
- 選集5『法学論』森田寛二, 長尾龍一訳、1977年
- 選集6『社会主義と国家――マルクス主義政治理論の一研究』1976年、長尾龍一訳
- 選集7『神と国家 : イデオロギー批判論集』長尾龍一訳、1977年
- 選集8『ダンテの国家論』長尾龍一訳、1977年
- 選集9『デモクラシー論』上原行雄、長尾龍一、森田寛二, 布田勉 訳、1977年
- 選集10『プラトニック・ラヴ』1979年 長尾龍一訳

#### 著作集
ハンス・ケルゼン著作集が慈学社より刊行されている。
- 著作集１『民主主義論』上原行雄、長尾龍一、森田寛二, 布田勉 訳、 2009年

「民主制の本質と価値」「民主制」「政治体制と世界観」「民主政治の真偽を分つもの」改訳、附録「Demokratie und Weltanschauung」(アドルフ・メンツェル著 1921年) 収録
- 著作集２『マルクス主義批判』矢部貞治,服部栄三, 高橋悠, 長尾龍一訳

「社会主義と国家」「Marx oder Lasalle」「ボルシェヴィズムの政治学的批判」「マルクス主義法理論の考察」収録
- 著作集3『自然法論と法実証主義』2010年

『正義とは何か』も収録
- 著作集4『法学論』新正幸,今井弘道, 竹下賢, 長尾龍一, 森田寛二訳、

『国法学の主要問題』序文、「法学的方法と社会学的方法の差異について」「法科学は規範科学か文化科学か」	『主権の問題と国際法の理論』序文,「社会技術としての法」「国際法違反行為に対する個人責任」「科学と政治」「純粋法学とは何か」「法の解釈」「法社会学の基礎づけをめぐって」収録
- 著作集5 『ギリシャ思想集』長尾龍一訳、2009年

「応報律から因果律へ」「プラトンの正義論」（1933）「プラトニック・ラヴ」（1933）「イデア論と未開の神話」（1941）「アリストテレス政治学の政治的背景—ギリシャ＝マケドニア対立の狭間で」（1933）「アリストテレスの正義論」（1949）収録
- 著作集6 『神話と宗教』長尾龍一訳

「ダンテの国家論」（1905）「神と国家」（1923）「霊魂信仰の社会学」（1937）「因果と応報」（1941）「応報律と因果律」（1941）「因果と帰報」（1950）「聖書における正義」（1953）収録
論文
- 今井弘道, 竹下賢訳、ハンス・ケルゼン「資料;法社会学の基礎づけをめぐって(一) : エールリッヒ対ケルゼンの論争」『関西大学法学論集』27巻2号,1977年,p.311-340.

## 親族
マルガレーテ夫人の甥（義理の甥）にピーター・ドラッカーがいる。